# Perdido Beach
Perdido Beach ist eine Stadt am Nordufer der Perdido Bay, zwischen den Mündungen des Soldier Creek und des Palmetto Creek im Baldwin County, Alabama, USA.
Perdido Beach  ist Teil der Daphne-Fairhope-Foley-Metropolregion.

## Geschichte
In den 2000er-Jahren erlebte das Baldwin County ein starkes Bevölkerungswachstum, besonders im Süden. Städte wie Perdido Beach und das benachbarte Orange Beach zeigten Interesse an der Erschließung der Nordküste der Perdido und der Wolf Bay. Nach einem Referendum am 21. April 2009 wurde Perdido Beach offiziell eingemeindet und die vierzehnte Gemeinde des Countys.

## Bildung
Perdido Beach ist Teil des Baldwin County Public Schools System.

## Klima
Perdido Beach liegt in der feuchten subtropischen Klimazone. Die Höchsttemperaturen liegen im Winter bei etwa 18 Grad Celsius, im Sommer bei über 32 Grad Celsius. Perdido Beach verzeichnet durchschnittlich 155 cm Niederschlag pro Jahr. Die Temperaturen können jedoch in den Monaten Dezember, Januar und Februar zeitweise deutlich sinken und bis auf 9 Grad Celsius fallen.
Aufgrund seiner Lage an der Nordküste des Golfs von Mexiko ist Perdido Beach besonders anfällig für Hurrikane.